# Deutsch-nicaraguanische Beziehungen
Die Deutsch-nicaraguanischen Beziehungen sind freundschaftlich und bis heute durch die zahlreichen Solidaritätsbewegungen und Hilfsvereine in Ost- und Westdeutschland geprägt, die sich in den 1970er und 1980er Jahren bildeten.

## Geschichte
Die ersten deutschen Einwanderer ließen sich im frühen 19. Jahrhundert in Nicaragua nieder, das sich 1821 für unabhängig erklärte. Im Jahre 1844 ließen Carl von Preußen und Otto Victor I. von Schönburg die Gegend um Bluefields an der Miskitoküste erkunden; die Gründung einer bayerischen Kolonie scheiterte allerdings wenig später. Nach der Deutschen Einigung verstärkte das Deutsche Reich seine Handelsaktivitäten in Mittelamerika und errichtete diplomatische Repräsentation u. a. in Nicaragua. Mit der Eisenstuck-Affäre kam es 1876–1878 zu einer diplomatisch-militärischen Auseinandersetzung zwischen dem Deutschen Reich und Nicaragua. Nachdem der deutsche Konsul Paul Eisenstuck verprügelt und verhaftet worden war, verlangte das Deutsche Reich eine Entschädigung von 30.000 US-Dollar für die Behandlung des Konsuls. Nachdem Nicaragua sich geweigert hatte, eine Entschädigung zu zahlen, bat das Auswärtige Amt die Kaiserliche Admiralität schließlich im August 1877 um Unterstützung, die mehrere Schlachtschiffe nach Nicaragua entsendete. Am 31. März 1878 gab die Regierung Nicaragua schließlich nach und zahlte eine Entschädigung. Der Fall war beispielhaft für europäische Kanonenbootpolitik und deutsches Weltmachtstreben im späten 19. Jahrhundert.
Während des Zweiten Weltkrieges erklärte Nicaragua unter dem autoritären Präsidenten Anastasio Somoza García dem NS-Regime am 11. Dezember 1941 den Krieg, was zur Internierung der sich im Land befindenden Deutschen führte, darunter der Schriftsteller Friedrich Karl Kaul. Nach dem Krieg nahm Nicaragua 1954 mit der Bundesrepublik Deutschland diplomatische Beziehungen auf. In Deutschland entstanden Ende der 1970er zahlreiche Solidaritätskomitees und Nicaragua-Vereine. 1979 versuchten linke Aktivisten aus Protest gegen die Diktatur des Somoza-Clan, die Botschaft Nicaraguas in Bonn zu besetzen, was von der Polizei verhindert wurde. Nach dem Sturz der autoritären, aber mit dem Westen verbündeten Somoza-Diktatur durch die Sandinisten strich die BRD-Regierung die Finanzhilfen für Nicaragua, während gleichzeitig zivilgesellschaftliche Kontakte ausgebaut wurden. Die Sandinisten nahmen nach ihrer Machtübernahme diplomatische Beziehungen zur Deutschen Demokratischen Republik auf, wo sich ebenfalls viele Solidaritätskomitees gebildet hatten. Knapp 15.000 Deutsche reisten in den nächsten zehn Jahren zu Aufenthalten nach Nicaragua und beteiligten sich an Projekten wie Alphabetisierungskampagnen. 1983 kam der deutsche Arzt und Entwicklungshelfer Albrecht Pflaum bei einem Überfall der Contra ums Leben, was zur Besetzung der westdeutschen Botschaft in Managua durch Exildeutsche führte. Auch die Unterstützung der Contra durch die westlichen Staaten führte zu Protesten in der Bundesrepublik.
In den 1980er und 1990er Jahren wurden enge zivilgesellschaftliche Kontakte mit Nicaragua etabliert und viele Städtepartnerschaften zwischen Städten in Nicaragua und Deutschland abgeschlossen. Bis ins 21. Jahrhundert haben sich enge Kontakte zwischen beiden Ländern erhalten.
Im Frühjahr 2024 reichte Nicaragua beim Internationalen Gerichtshof Klage gegen Deutschland ein. Nicaragua zufolge leiste Deutschland angesichts des Krieges in Israel und Gaza mit seiner politischen, finanziellen und militärischen Unterstützung für Israel Beihilfe zu einem – durch den IGH bisher nicht festgestellten – Völkermord im Gazastreifen. Im April 2024 schloss Nicaragua aus diesem Grund seine Botschaft in Berlin. Nicaraguas Eilantrag wurde am 30. April abgelehnt, jedoch ebenso Deutschlands Antrag auf Abweisung des Verfahrens, das somit fortgesetzt wurde.
Ende April 2024 berichteten westliche Geheimdienste und Diplomaten laut Politico.eu, dass die Klage Nicaraguas gegen Deutschland vor dem Internationalen Gerichtshof möglicherweise von Russland initiiert wurde, das mit Nicaragua verbündet ist. Das Ziel könnte gewesen sein, die Glaubwürdigkeit des Gerichts zu untergraben, indem es in einen „Schauplatz fadenscheiniger Rechtsstreitigkeiten“ verwandelt wird. Nicaragua beschuldigt Deutschland, sich durch Waffenexporte nach Israel an der Tötung von Zivilisten im laufenden Gazakrieg mitschuldig gemacht zu haben, und fordert die sofortige Einstellung der Waffenlieferungen sowie die Wiederaufnahme der UNRWA-Finanzierung.

## Wirtschaftsbeziehungen
Das Gesamtvolumen des Handels mit Nicaragua belief sich im Jahr 2021 auf über 152 Millionen Euro, womit Nicaragua den 129. Platz in der Rangliste der deutschen Handelspartner belegt. Das Land nimmt damit eine eher untergeordnete Rolle für den deutschen Außenhandel ein. Es kam allerdings zu Investitionen deutscher Unternehmen, wie dem Bau einer Kakaoplantage durch das Unternehmen Alfred Ritter im Jahr 2002, ein Unternehmen, das zu den größten Arbeitgebern des Landes zählt. Auch das Unternehmen Dräxlmaier ist ein wichtiger Arbeitgeber im Land.
Im Jahre 2017 besuchten knapp 18.000 deutsche Touristen Nicaragua.

## Entwicklungszusammenarbeit
Neben der Entwicklungshilfe der Bundesregierung sind über 30 Nichtregierungsorganisationen und private Vereine aus Deutschland in die Entwicklungskooperationen mit Nicaragua involviert, die meistens auf die Solidaritätsbewegung der 1980er Jahre zurückgehen. Auch im Rahmen von 25 Städtepartnerschaften findet deutsche Entwicklungshilfe statt. Das Bundesministerium für wirtschaftliche Zusammenarbeit und Entwicklung finanziert jährlich Freiwilligen-Programme, mithilfe derer sich jährlich knapp 150 Jugendliche an Projekten beteiligen können.
Ein Schwerpunkt der bilateralen Entwicklungshilfe bildet das Thema Wasser (Abwasser- und Trinkwasserversorgung).

## Migration
Ab dem 19. Jahrhundert gab es Auswanderung aus Deutschland nach Nicaragua. 2022 lebten knapp 1000 Deutsche in Nicaragua, während einige hundert Nicaraguaner in Deutschland leben.

## Kulturbeziehungen
In Managua gibt es die Deutsch Nicaraguanische Kulturinitiative (ICAN), die finanzielle Mittel vom Goethe-Institut erhält. Daneben gibt es in Deutschland zahlreiche private „Nicaragua-Vereine“, die Projekte durchführen oder Kulturarbeit betreiben, darunter in Hamburg, Oldenburg, Wiesbaden und Göttingen. Die Deutsche Schule Managua gehört zu den besten Schulen des Landes.

## Diplomatische Vertretungen
- Deutschland unterhält eine Botschaft in Managua
- In April 2024 schloss Nicaragua seine Botschaft in Berlin. Dienstgeschäfte werden zukünftig von der diplomatischen Vertretung Nicaraguas in Österreich übernommen.[9]